# Rue de l'Ingénieur-Robert-Keller
Ne doit pas être confondu avec Rue Keller.
La rue de l’Ingénieur-Robert-Keller est une rue du 15e arrondissement de Paris.

## Situation et accès
Elle finit en impasse au-delà de la rue des Quatre-Frères-Peignot.

## Origine du nom
Elle honore l'ingénieur et résistant Robert Keller (1899-1945), initiateur de la Source K.

## Historique
Cette voie est à l'origine une partie de la rue des Entrepreneurs et de la route départementale no 10 comprise entre le quai de Javel et l'avenue Émile-Zola. Elle a été détachée sous le nom de « rue de l'Ingénieur-Robert-Keller » par un arrêté du 10 décembre 1948.

## Bâtiments remarquables et lieux de mémoire
- No 6 : plaque en hommage aux résistants Robert Keller, Laurent Matheron et Pierre Guillou[1].
- No 14 : piscine Keller, bassin 5 lignes 50 x 15 m et pataugeoire de 15 x 7 m, toit rétractable d'un tiers. Construite pour La Poste dans les années 1970, elle est rachetée par la Mairie de Paris en 2005, fermée et rénovée, puis rouverte.
- No 24 : école Maigret, établissement secondaire privé fondé en 1948[2].

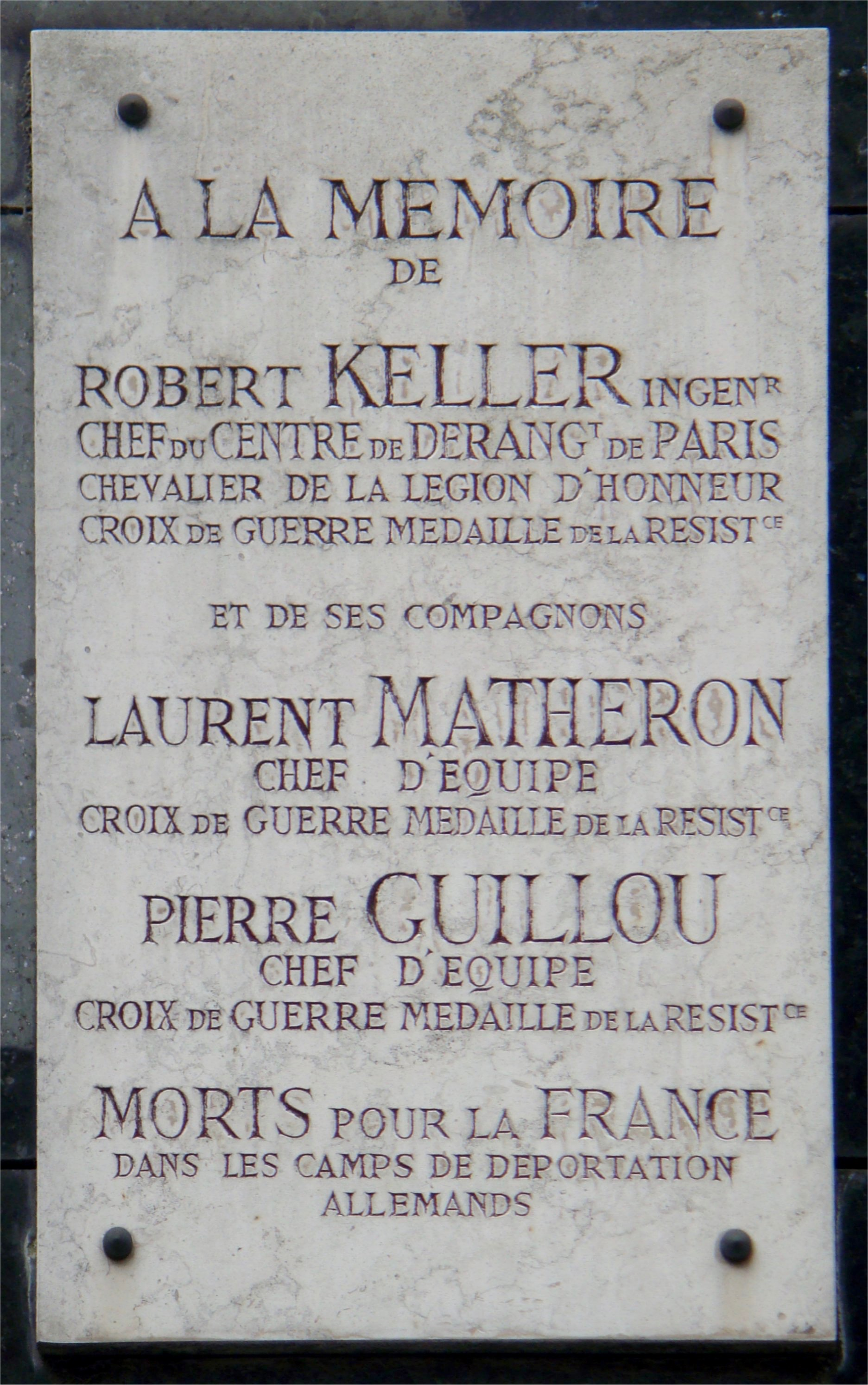
Plaque au no 6.